# Leopold Wardak
Leopold Augustyn Wardak (ur. 28 sierpnia 1920, zm. w sierpniu 1996 w Radzyminie) – polski wojskowy, żołnierz Armii Krajowej.
Syn Władysława i Julii Piątkowskiej. Od czerwca 1940 w konspiracji – początkowo działał w Związku Walki Zbrojnej, następnie w AK. Nosił pseudonim "Wartki". Ukończył tajny kurs wojskowy w stopniu kaprala podchorążego. Podczas okupacji niemieckiej uczestniczył w wielu akcjach dywersyjnych (m.in. w walce pod Tłuszczem, atakach na niemieckie pociągi).
Po wojnie aresztowany przez służby władzy totalitarnej. Wcielony do Ludowego Wojska Polskiego, z którego wkrótce zdezerterował. Po krótkim czasie znów aresztowany i osadzony w obozie w Rembertowie. Uwolniony przez jeden z oddziałów, z którym walczył podczas wojny. Ukrywał się do czasu amnestii.
Był prezesem radzymińskiego oddziału koła Światowego Związku Żołnierzy Armii Krajowej.